# Bẩy (kiến trúc)

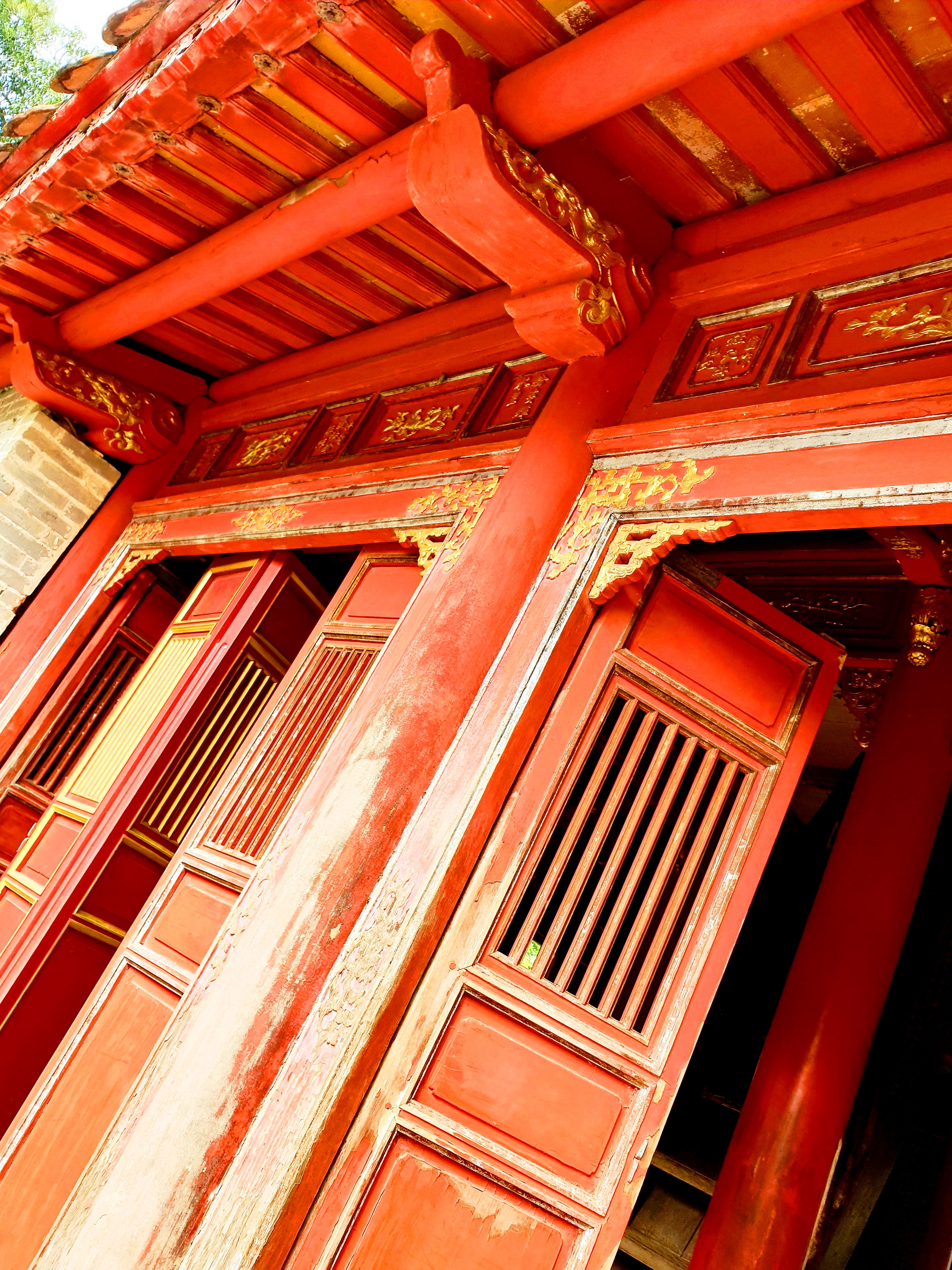
Một cái bẩy đỡ một thanh gỗ ngang trong kiến trúc Lăng Minh Mạng

Bẩy và kẻ, trong kiến trúc cổ Việt Nam, là các thanh gỗ nối các cột chạy theo phương của mái dốc. Bẩy là loại cấu kiện chỉ đưa từ cột hiên ra đỡ mái nên khả năng chịu lực kém hơn đấu-củng, nghé bảy đỡ xà nách. Kẻ là thành phần dài hơn bảy. Kẻ thường để nối hai cột trong vì với nhau (kẻ chuyền), hoặc có thể chạy suốt theo chiều dốc mái từ nóc xuống (kẻ suốt). Kẻ và bẩy có thể thẳng, cũng có thể cong để tạo dáng thêm đẹp, hơn nữa là tăng cường độ chịu lực.
Đây là những thành phần sáng tạo và thú vị của kết cấu vì kèo trong kiến trúc dân gian dân dụng kiến trúc truyền thống Việt Nam, cùng với tầu đao lá mái đã làm cho kết cấu gỗ Việt Nam thêm phần sáng tạo phục vụ nhiều tầng lớp trong xã hội đặc biệt những người thu nhập thấp, tầng lớp dưới thời xưa, phong phú hơn với các nền kiến trúc dân tộc khác.
Kẻ và bảy đều chia ra làm 3 phần chính: đầu, thân và nghé. Đầu đỡ đầu đao là mái; thân đỡ ván nong và các hoành; nghé làm phần kê đỡ phía dưới cho câu đầu (đối với kẻ), hoặc cho xà nách (đối với bảy). Còn một loại kẻ không có tác dụng đỡ diềm mái, nó nằm gọn trong vì nách, có dạng cong hình cánh cung; một đầu ăn vào cột cái, một đầu ăn xuống xà nách, loại kẻ này gọi là kẻ ngồi. Các thành phần kẻ vươn ra từ cột đỡ phần âu tàu (giao nhau của hai tàu mái vuông góc), cũng chính là đỡ phần đao mái gọi là kẻ góc (kẻ moi). Kẻ góc trên mặt bằng nằm chéo một góc khoảng 45 độ so với các kẻ khác.
Kẻ và bẩy là hai loại liên kết độc đáo tuy nhiên điểm yếu là ít gây được hiệu quả và mặt thẩm mỹ cũng như chịu lực trong kết cấu nhà gỗ truyền thống của dân tộc Việt Nam.